# Obleidorf
Als Obleidorf wurde in Süddeutschland bis zur frühen Neuzeit ein Dorf bezeichnet, das einem Domkapitel oder Kloster abgabenpflichtig war. Das Wort leitet sich vom mittellateinischen oblaia ab, einer Bezeichnung für Abgaben an geistliche Stiftungen oder Klöster. (lateinisch oblatus, für: „hingegeben, dargebracht“) In alten Chroniken taucht das Wort häufig in Bezug auf Bamberg auf.
Trotz dieser Abhängigkeit konnten manche Obleidörfer eine bedingte Autonomie erreichen und ihre örtlichen Angelegenheiten in einer Satzung oder Dorfordnung regeln. Hilfreich für solche Bestrebungen war das Vorhandensein von Verteidigungsanlagen, wie sie etwa Kemmern hatte, das 6 km nördlich von Bamberg am Main liegt.
Die wirtschaftliche Bindung der Obleidörfer an das jeweilige Stift endete meist um 1800, als viele kirchliche Einrichtungen vom Staat eingezogen oder  säkularisiert wurden.